# Премія Стефана Бергмана
Премія Стефана Бергмана — це премія з математики, яку фінансує маєток вдови математика Стефана Берґмана та яку підтримує Американське математичне товариство. Нагороду присуджують за математичні дослідження в галузі:
1) теорії ядерної функції та її застосування в реальному та комплексному аналізі; або
2) теоретико-функціональних методів у теорії диференціальних рівнянь у частинних похідних еліптичного типу з увагою до операторного методу Бергмана "
Нагороду присуджують на честь Стефана Бергмана, математика, знаного своїми роботами з комплексного аналізу. Лауреатів премії обирає комітет суддів, призначений Американським математичним товариством. Грошова вартість призу є змінною та залежить від доходу призового фонду; у 2005 році премія була оцінена приблизно в 17 000 доларів США.